# Zuid-Amerikaanse dwergcichlide

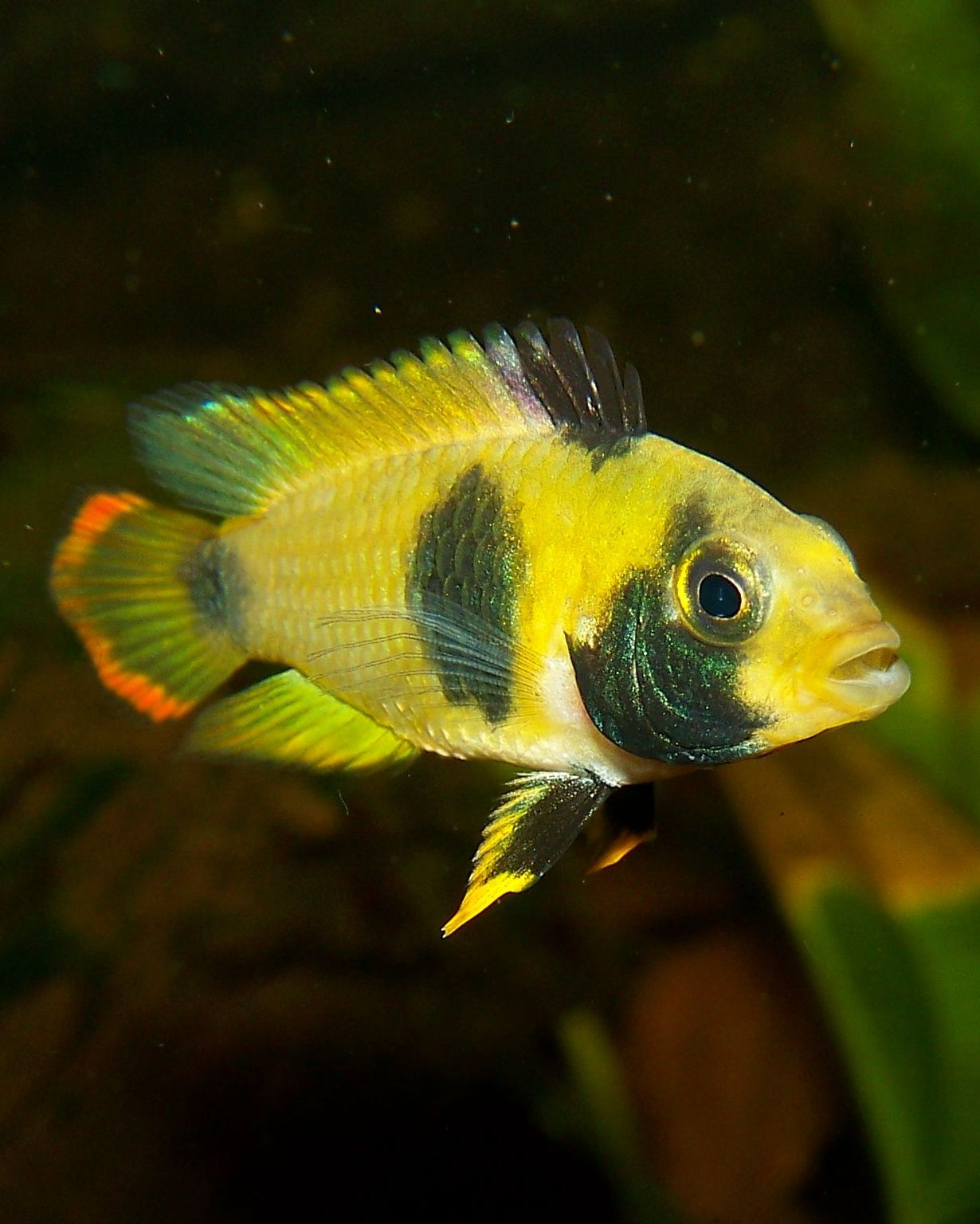
Apistogramma nijsseni.

Een Zuid-Amerikaanse dwergcichlide is een klein formaat cichlide (Cichlidae) uit Zuid-Amerika. Dwergcichlide is geen taxonomische of ecologische indeling; er worden diverse ongerelateerde cichliden gebruikt in aquaria. De vissen leven onder andere langs rivieroevers en in moerassen.
Diverse dwergcichlides zijn polygaam, en de mannetjes houden er in meer of mindere mate een harem op na. De eieren worden afgezet in een hol en verzorgd door het vrouwtje terwijl het mannetje het territorium bewaakt. Na ongeveer 3 dagen komen de larven uit en na 10 dagen zwemmen ze uit.

## Soorten (selectie)
- Apistogramma[1]
  - Apistogramma agassizii[1] - gele dwergcichlide[3]
  - Apistogramma borellii[1] - Borelli's dwergcichlide[4]
  - Apistogramma cacatuoides[1] - gekuifde dwergcichlide
  - Apistogramma nijsseni[1]
  - Apistogramma hongsloi[1]
  - Apistogramma trifasciata[1]
- Laetacara[1]
- Mikrogeophagus
  - Mikrogeophagus ramirezi - antennebaarsje, voorheen Papilochromis ramirezi of Apistogramma ramirezi[5]